# Nilsen Bay
Die Nilsen Bay ist eine kleine Bucht an der Mawson-Küste des ostantarktischen Mac-Robertson-Lands. Sie liegt unmittelbar westlich der Mündung des Strahan-Gletschers und 28 km ostsüdöstlich des Kap Daly
Teilnehmer der British Australian and New Zealand Antarctic Research Expedition (1929–1931) unter der Leitung des australischen Polarforschers Douglas Mawson entdeckten sie im Februar 1931. Mawson benannte sie nach Oscar Nilsen (1887–1972), Kapitän des norwegischen Walfangschiffs Sir James Clark Ross, das bei dieser Forschungsreise Kohle für den Betrieb des Forschungsschiffs RRS Discovery transportiert hatte. Die spätere Sichtung von Mawsons Aufzeichnungen ergab, dass er sie orthographisch falsch als Nielsen Bay benannt und zu weit nach Westen verortet hatte.